# なんとなくなんとなく
「なんとなくなんとなく」は1966年12月25日に発売されたザ・スパイダースの楽曲である。

## 解説
- 作詞・作曲はかまやつひろしによる。ゆったりとしたカントリー調の曲に仕上がっている。大野克夫のスティール・ギターと共に井上順がソロで歌ったことによって前作「夕陽が泣いている」に続いてヒットした。
- 本作と同日発売されたコンパクト盤『ザ・スパイダースの大進撃』には歌詞を鹿児島弁にした物が収録されている。
- B面は「ブーン・ブーン」（ジョン・リー・フッカー 作詞・作曲）。アメリカのブルース・シンガーであるジョン・リー・フッカーの代表曲を英語のままカバーした。ジ・アニマルズのヴァージョンを底本としてかまやつひろしがソロで歌った。
- レコードジャケットはメンバー7人の顔写真と若者の男女が電話で話をする明快で派手な絵が描かれている。
- The Rolling Stonesの世界的ヒット曲「As Tears Go By」(1965年）と極めて似通った楽曲である[要出典]。

## 収録曲
1. なんとなくなんとなく
  - 作詞・作曲:かまやつひろし
2. ブーン・ブーン
  - 作詞・作曲:ジョン・リー・フッカー

## CMなどでの使用
- 1995年1月にフルモデルチェンジされて新型となった日産・パルサー（N15前期型）のCM（野村宏伸、鶴田真由が出演）に井上順のソロヴァージョンが起用された。
- 2011年に宮崎あおいが「earth music & ecology」のCMで歌っている。
- 2015年に日本健康管理協会のCMに使用された。
- 2022年にアサヒビールのチューハイ「贅沢絞り」のCM（中村倫也が出演）に使用された（歌唱は安藤裕子と東郷清丸）。
- 徳光和夫が出演するテレビ朝日系「路線バスで寄り道の旅」オープニングテーマ。同じ徳光がパーソナリティーを務めるニッポン放送の徳光和夫 とくモリ!歌謡サタデーでも2016年4月30日に放送された山本功児の特集として本人がよく口ずさんでいた歌として放送された。
- NHK Eテレで2016年より放送されている旅番組『ふるカフェ系 ハルさんの休日』で主題歌（歌唱はつじあやの）。
- 2023年にTVアニメ『君は放課後インソムニア』第12話の挿入歌で使用された（歌唱は山下誠一郎、田村好、Lynn、藤原夏海、諸星すみれ。編曲は林ゆうき）。

## カバー
- 工藤静香（2002年、アルバム『昭和の階段 Vol.1』）
- つじあやの（2004年、アルバム『COVER GIRL』）